# Kim Hill (sångare)
Kim Hill, född 30 december 1963 i Starkville i Mississippi, är en amerikansk kristen sångare. Hon skriver även musik och texter.

## Diskografi
- Secrets of the Vine
- If My People Pray
- Revival Generation
- He Chose the Nails
- Kim Hill (1988)
- Talk About Life (1989)
- Brave Heart (1992)
- So Far So Good (1994)
- Testimony (1994)
- Fire Again (1997)
- Arms of Mercy (1998)
- Renewing the Heart Live (1998)
- Renewing the Heart:For Such a Time as This (1999)
- Signature Songs (1999)
- Surrounded By Mercy (2003)
- Real Christmas (2004)
- Simply Kim Hill (2005)
- Hope No Matter What (2005)